# Єврейське кладовище (Мостиська)
Єврейське кладовище в м. Мостиська — єврейське кладовище, яке раніше обслуговувало єврейську громаду селища. Єврейське кладовище розташоване в північно-східній частині міста, за адресою вул. Вишнева, займає ділянку приблизних розмірів 50 × 100 м. Об'єкт зазнав значних руйнувань. Майже всі сліди кладовища над землею було знищено.
В останні роки на цвинтарі встановлено пам'ятник у стилі мацеви з написом українською та англійською мовами: «На згадку про похованих тут євреїв та тих, хто був убитий під час Голокосту 1941—1945 рр.».
Невідомо, коли саме було засновано це кладовище.